# El Futbol Club de les Feres
El Futbol Club de les Feres (títol original en alemany: Die wilden Kerle') és una pel·lícula alemanya, dirigida per Joachim Masannek el 2003, i protagonitzada per Jimi Blue Ochsenknecht, Wilson González Ochsenknecht i Constantin Gastman.
Les feres del futbol és una sèrie de llibres, 13 volums, que expliquen les aventures i la formació d'un equip de futbol per nois de deu anys, tot un èxit a Alemanya des de la seva publicació. Estan basats en les experiències del cineasta Joachim Masannek quan intentava entrenar als seus fills i ha estat ell l'encarregat de portar el projecte a la pantalla gran.
El guió és del propi director i es basa en els seus llibres Les Feres Futbol Club que van ser tot un èxit a Alemanya i es basen en la seva experiència com a entrenador, des de 1985, de l'equip dels seus dos fills d'11 i 13 anys. (Zinema.com)

## Argument
Set amics (León, Marlon, Joschka, Juli, Raban, Vanessa, Maxi, Markus, Deniz (solament apareix en la segona pel·lícula), Nerv (en la tercera, quarta i cinquena pel·lícula), Jojo, Fabi) apassionats del futbol esperen com a bojos l'arribada de la primavera per poder començar a jugar una altra vegada. Però quan els nois es dirigeixen al terreny de joc, Michi el Gros i els seus temuts guerrers invencibles ja ho han ocupat.
Per tornar a recuperar el seu camp, els set els desafien a un partit. En contra han de Michi i els seus són més grans i forts però «Les Feres» no estan disposades a perdre. Es prenen molt seriosament la revenja i es posen a entrenar molt dur per guanyar. A més compten amb Billy, un exjugador de futbol professional que accepta entrenar-los però en realitat anava borratxo i els va mentir, ja que mai va ser un jugador professional. Billy més que ensenyar-los a marcar, va a inculcar-los la consciència d'equip i els valors humans que regeixen dins i fora del terreny de joc. Les Feres es van a convertir en el millor equip del campionat juvenil i en els millors amics del món.